# US tenniskampioenschap 1940
De 60e editie van het Amerikaanse grandslamtoernooi, het US tenniskampioenschap 1940, werd gehouden tussen 18 augustus en 9 september 1940. Voor de vrouwen was het de 54e editie. De dubbelspeltoernooien (mannen, vrouwen en gemengd) werden van 18 tot en met 25 augustus gespeeld op de Longwood Cricket Club in Brookline (Massachusetts). Het enkelspel ontrolde zich van 2 tot en met 9 september op de West Side Tennis Club in Forest Hills, een wijk in het stadsdeel Queens in New York. Het was door de Tweede Wereldoorlog het tweede grandslamtoernooi dat dat jaar werd gespeeld, na het Australisch tenniskampioenschap – Roland Garros en Wimbledon werden afgelast.

## Belangrijkste uitslagen
Mannenenkelspel

Finale: Don McNeill (VS) won van Bobby Riggs (VS) met 4-6, 6-8, 6-3, 6-3, 7-5
Vrouwenenkelspel

Finale: Alice Marble (VS) won van Helen Jacobs (VS) met 6-2, 6-3
Mannendubbelspel

Finale: Jack Kramer (VS) en Ted Schroeder (VS) wonnen van Gardnar Mulloy (VS) en Henry Prusoff (VS) met 6-4, 8-6, 9-7 
Vrouwendubbelspel

Finale: Sarah Palfrey (VS) en Alice Marble (VS) wonnen van Dorothy Bundy (VS) en Marjorie Gladman-Van Ryn (VS) met 6-4, 6-3 
Gemengd dubbelspel

Finale: Alice Marble (VS) en Bobby Riggs (VS) wonnen van Dorothy Bundy (VS) en Jack Kramer (VS) met 9-7, 6-1 
Een toernooi voor junioren werd voor het eerst in 1973 gespeeld.
1881 · 1882 · 1883 · 1884 · 1885 · 1886 · 1887 · 1888 · 1889 · 1890 · 1891 · 1892 · 1893 · 1894 · 1895 · 1896 · 1897 · 1898 · 1899 · 1900 · 1901 · 1902 · 1903 · 1904 · 1905 · 1906 · 1907 · 1908 · 1909 · 1910 · 1911 · 1912 · 1913 · 1914 · 1915 · 1916 · 1917 · 1918 · 1919 · 1920 · 1921 · 1922 · 1923 · 1924 · 1925 · 1926 · 1927 · 1928 · 1929 · 1930 · 1931 · 1932 · 1933 · 1934 · 1935 · 1936 · 1937 · 1938 · 1939 · 1940 · 1941 · 1942 · 1943 · 1944 · 1945 · 1946 · 1947 · 1948 · 1949 · 1950 · 1951 · 1952 · 1953 · 1954 · 1955 · 1956 · 1957 · 1958 · 1959 · 1960 · 1961 · 1962 · 1963 · 1964 · 1965 · 1966 · 1967
↓ open tijdperk ↓
1968 (m-v-md-vd-gd) ·
1969 (m-v-md-vd-gd) ·
1970 (m-v-md-vd-gd) ·
1971 (m-v-md-vd-gd) ·
1972 (m-v-md-vd-gd) ·
1973 (m-v-md-vd-gd) ·
1974 (m-v-md-vd-gd) ·
1975 (m-v-md-vd-gd) ·
1976 (m-v-md-vd-gd) ·
1977 (m-v-md-vd-gd) ·
1978 (m-v-md-vd-gd) ·
1979 (m-v-md-vd-gd) ·
1980 (m-v-md-vd-gd) ·
1981 (m-v-md-vd-gd) ·
1982 (m-v-md-vd-gd) ·
1983 (m-v-md-vd-gd) ·
1984 (m-v-md-vd-gd) ·
1985 (m-v-md-vd-gd) ·
1986 (m-v-md-vd-gd) ·
1987 (m-v-md-vd-gd) ·
1988 (m-v-md-vd-gd) ·
1989 (m-v-md-vd-gd) ·
1990 (m-v-md-vd-gd) ·
1991 (m-v-md-vd-gd) ·
1992 (m-v-md-vd-gd) ·
1993 (m-v-md-vd-gd) ·
1994 (m-v-md-vd-gd) ·
1995 (m-v-md-vd-gd) ·
1996 (m-v-md-vd-gd) ·
1997 (m-v-md-vd-gd) ·
1998 (m-v-md-vd-gd) ·
1999 (m-v-md-vd-gd) ·
2000 (m-v-md-vd-gd) ·
2001 (m-v-md-vd-gd) ·
2002 (m-v-md-vd-gd) ·
2003 (m-v-md-vd-gd) ·
2004 (m-v-md-vd-gd) ·
2005 (m-v-md-vd-gd) ·
2006 (m-v-md-vd-gd) ·
2007 (m-v-md-vd-gd) ·
2008 (m-v-md-vd-gd) ·
2009 (m-v-md-vd-gd) ·
2010 (m-v-md-vd-gd) ·
2011 (m-v-md-vd-gd) ·
2012 (m-v-md-vd-gd) ·
2013 (m-v-md-vd-gd) ·
2014 (m-v-md-vd-gd) ·
2015 (m-v-md-vd-gd) ·
2016 (m-v-md-vd-gd) ·
2017 (m-v-md-vd-gd) ·
2018 (m-v-md-vd-gd) ·
2019 (m-v-md-vd-gd) ·
2020 (m-v-md-vd) ·
2021 (m-v-md-vd-gd) ·
2022 (m-v-md-vd-gd) ·
2023 (m-v-md-vd-gd)  ·
2024 (m-v-md-vd-gd)
Lijst van US Openwinnaars